# Nokia Asha (plataforma)
A Plataforma Asha é um sistema operacional móvel (OS) e plataforma de computação projetado para smartphones low-end, baseando no software de Smarterphone que foi adquirida pela Nokia. A plataforma herda semelhanças de interface do Symbian, Maemo e MeeGo, e substitui os Series 40 em dispositivos low-end da Nokia. A equipe de design da interface do usuário foi dirigido por Peter Skillman, que já havia trabalhado no webOS e no projeto do MeeGo para o Nokia N9.
Esse é um dos três sistemas operacionais móveis atualmente utilizados pela Nokia: Windows Phone para a linha Lumia e Android (Plataforma Nokia X) para a linha Nokia X de smartphones. É o sucessor do Meltemi, projeto que a Nokia estava desenvolvendo uma plataforma Linux OS para suceder a Series 40, mas foi cancelada em julho de 2012.
O primeiro telefone-móvel baseado nessa nova plataforma foi o Nokia Asha 501. Logo após, também os modelos Asha 500, Asha 502 Dual-SIM, Asha 503 e Asha 230.
Aplicativos são feitos ou usando Java ME ou aplicações web, que são prestados usando Nokia Xpress, navegador que usa motor de redenrização Gecko. O sistema carece de verdadeira mutitarefa, mas alguns apps como Rádio e Música podem ser executados em modo de fundo.
Possui um centro de notificações denominado Fastlane, é acessível passando á esquerda ou direita da tela inicial. Passando pela Fastlane vai realmente fechar aplicativos abertos anteriormente em vez de minimizá-los.
Já foi criada uma ferramenta em que é possível minimizar aplicativos no sistema, e até ver quais estão abertos através de uma central.

## Softwares da plataforma

### Plataforma Asha 1.0
APIs Java: HERE API, API Nokia Gesture, Nokia Frame Animator API;
API de seleção de arquivo, API Scaling Imagem, API Estado rede, contacte API, Definições do telefone API,
JSR 172 (Web Services), JSR 177 (Segurança e Confiança), JSR 179 (Location), JSR 211 (Content Handler), JSR 234 (Suplementos Multimídia), JSR 256 (API de sensores), JSR-238 (Mobile Internacionalização) , JSR 75 (File e PIM), JSR 82 (Bluetooth), JSR 118 (MIDP 2.1), JSR 135 (Mobile Media), JSR 139 (CLDC 1.1), JSR 184 (Graphics 3D), JSR 205 (Messaging), JSR 226 (Vector Graphics),
Os modelos suportados: Nokia Asha 501

### Plataforma Asha 1.1
Recursos (novo em comparação com 1,0):. WhatsApp, fácil capturar e compartilhar vídeos, Microsoft Exchange ActiveSync, VoIP e Fastlane é mais personalizado e mais integrada com suas redes sociais
APIs Java (novo em comparação com 1,0): Share API, API VoIP
Os modelos suportados: Asha 500, Asha 502 Dual SIM e Nokia Asha 501 com uma atualização de firmware para 11.1.1

### Plataforma Asha 1.2
Recursos (novo comparado a 1,1): 3G
APIs Java (novo em comparação a 1,1): nenhum
Os modelos suportados: Asha 503

### Plataforma Asha 1.4
Recursos (novo comparado a 1,1): Nokia Mix Radio (em Música), One Drive
Os modelos suportados: Asha 503 (pré-instalado somente no Brasil) e Asha 230 (pré-instalado); Asha 500 e 501 com uma atualização de firmware 11.1.1 para 14.0.4
Versões de correção: firmware 14.0.5/14.0.6 (Via NSU ambas), 14.0.6 em apenas alguns países. 